# تومويا ايمورا
تومويا ايمورا (باليابانية: 植村友哉) هو لاعب كرة قدم ياباني، ولد في 19 مايو 2000 في كاناغاوا في اليابان. لعب مع YSCC Yokohama ‏.

## وصلات خارجية
- تومويا ايمورا على موقع رابطة كرة القدم اليابانية للمحترفين (اليابانية)
- تومويا ايمورا على موقع Soccerway.com (الإنجليزية)